# الصبية والليل (رواية)
الصبية والليل (بالفرنسية: La Jeune Fille et la Nuit)‏ هي رواية للكاتب الفرنسي غيوم ميسو نُشرت سنة 2018، وصدرت الترجمة العربية للرواية سنة 2019.

## القصة
حرم جامعي تحت وطأة عاصفة ثلجيّة. أصدقاء يجمعهم سرّ مأسوي. صبيّة خطفها الليل.

### كوت دازور، شتاء 1992
في ليلة من ليالي الشتاء القارس، وفيما شلّت عاصفة ثلجيّة هوجاء الحياة في الحرم الجامعي، هربت فينكا روكويل، البالغة 19 سنة، وكانت تُعرف بأنها الطالبة الألمع في الصفوف الإعداديّة، مع أستاذها في مادّة الفلسفة، إثر علاقة غراميّة أبقياها طيّ الكتمان. فبالنسبة إلى الصبيّة، «الحبّ هو أن تُبذل الذات كلّها أو لا شيء». ومنذ ذلك الحين، لم يرها أحد قطّ.

### كوت دازور، ربيع 2017
لم يلتقِ توماس بفاني وماكسيم منذ أيّام الدراسة، مع أنّهم كانوا أعزّ الأصحاب، تجمع بينهم صداقة فينكا المميّزة. وها هي حفلة لقدامى الليسيه تلمّ شملهم. فمنذ 25 سنة، وفي ظروف غامضة جدًّا، ارتكبوا جميعًا جريمة مروّعة، وواروا جثّة القتيل في حائط الجمنازيوم الذي سيـُهدّ بعد الحفلة لتشييد مبنى جديد. قنبلة موقوتة ستنفجر حتمًا لتُظهر الحقيقة وتَكشف الأسرار.

## وصلات خارجية
- آراء القراء حول رواية الصبية والليل  على موقع جود ريدز